# Petxenegs
Els petxenegs (llatí: Расinасае, Romanès: pecenegi, armeni: badzinag, Búlgar/Rus: petxenegui (Печенеги), grec: Patzinaki/Petsenegi (Πατζινάκοι/Πετσενέγοι) o menys freqüent Πατζινακίται, hongarès: Besenyő, turc antic (suposat): *Beçenek, Turc: Peçenekler) foren una horda túrquica seminòmada de les estepes de l'Àsia central que parlaven la llengua petxeneg, inclosa al grup de les llengües turqueses. Van formar part del kanat dels Turcs Occidentals (vers 560-700) i després foren expulsats pels karluks cap al baix Sirdarià i la mar d'Aral i van establir com a terres de pastura les situades entre l'Ural (Yayiq) i el Volga (Itil).

## Etimologia
El seu nom és incert i s'ha proposat com a etimologia bajanak o bajinak que vol dir 'per aliança', és a dir una tribu o clan format per aliança. Al segle vii els xinesos esmenten els Pei-ju identificats com els petxenegs per Pelliot, però també amb els Sui-shu i els alans. Un document tibetà del segle viii esmenta els Be-ča-nag i els Hor (oghuz) a la regió del Sirdarià. Estarien aliats amb els Kangar (probablement els kengeres de Transcaucàsia o l'Àsia central).

## Llengua
Mahmud al-Kaixgarí, un home de lletres del segle xi especialitzat en dialectes turcs, va argumentar que la llengua parlada pels petxenegs era una variant dels modismes cuman i oghuz. Va suggerir que les influències estrangeres sobre els petxenegs van donar lloc a diferències fonètiques entre la seva llengua i l'idioma parlat per altres pobles turcs. Anna Comnena també va afirmar que els petxenegs i els cumans compartien una llengua comuna. Encara que la pròpia llengua petxenega es va extingir fa segles, els noms de les «províncies» petxenegues documentades per Constantí Porfirogènit demostren que els petxenegs parlaven una llengua turca. Es creu que els petxenegs pertanyien a la branca oghuz de la família turca, però la seva llengua està poc documentada i, per tant, és difícil de classificar.

## Història

### Orígens
Entre el 889 i el 893 foren expulsats de les seves terres pels turcs oghuz, karluks i kimaks i van entrar a territoris dels khàzars, als que probablement abans pagaven tribut (o els en van pagar llavors), però que posteriorment els van refusar; llavors es van dirigir més a l'oest i es van establir a un país que van anomenar Lebèdia (que era el nom dels seus caps) al nord de la mar d'Azov, on fins llavors vivien els magiars. Segons Constantí Porfirogènit parlaven la mateixa llengua que els cumans o quiptxaqs però Mahmud al-Kashgharí els associa més aviat amb els búlgars, parlant un turc especial amb els finals amputats Van continuar avançant cap a l'oest i van arrabassar als magiars el país anomenat Atelkuzu (la part occidental de l'estepa russa entre el Dnièper i el baix Danubi. Vers el 900 portaven una vida nòmada entre la desembocadura del Dnièper i la del Danubi.
Simeó I de Bulgària (893-927) els va utilitzar per combatre els magiars, aliats romans d'Orient (894-895). El 915 estaven en relacions amb els rus, eren aliats de Constantinoble, i atacaven els búlgars. El 920 s'enfrontaven als rus de Kíev. El 934 es van aliar als hongaresos per envair l'Imperi Romà d'Orient per Tràcia; el 944 el príncep rus Igor va baixar fins a Constantinoble i va tenir el suport dels petxenegs, però aquestes accions foren puntuals. El 972 van caure en una emboscada fatal del sobirà rus Sviatoslav. Les relacions amb els rus encara van empitjorar sota el regnat de Wladimir (978-1015), la qual cosa els va dur a la guerra (988-1006 o 1007).
El 1026 van passar el Danubi però foren rebutjats per Constantí Diògenes; el 1036 Iaroslau I de Kíev els va infligir una greu derrota que, junt ama la seva aliança amb els cumans i oghuz, va comportar que fossin foragitats de l'estepa russa i que fossin obligats a dirigir les seves ambicions cap a territori romà d'Orient; així el 1051, pressionats pels oghuz, van envair l'Imperi; el 1060 els rus van derrotar els oghuz occidentals i poc després els cumans entraven a l'estepa pòntica, i altre cop van ser empesos i van haver d'envair territori romà el 1064 per Tràcia, arribant fins a les portes de Constantinoble; els romans d'Orient els utilitzaven com a mercenaris però amb el perill que aquest turcs d'Europa no guardessin fidelitat a l'emperador quan lluitessin contra els turcs a l'Àsia Menor, com efectivament va passar el 1071 en vespres de la batalla de Mantziciert, quan els mercenaris petxenegs van abandonar les tropes imperials i es van passar a Alp Arslan, el sultà seljúcida.
El 1087 els petxenegs van atacar altre cop l'Imperi entrant a Tràcia fins a Koulé (entre Enos i Constantinoble) on foren finalment rebutjats; el seu kan, Tzelgu, va morir. Aleix I Comnè els va perseguir i fou derrotat a Dristra (Silístria) la tardor del 1087, i els imperials es van salvar per l'arribada d'un altra horda turca, els cumans o kiptxak (polovtzes dels rus) sorgits de l'estepa russa al darrere dels petxenegs, als que van derrotar a la vora del Danubi.
Quan els cumans o kiptxak van retornar a l'estepa russa els petxenegs van tornar a l'atac (1088-1089) i van arribar fins a Ipsala, al sud d'Adrianòpolis, on Aleix Comnè va haver de comprar la pau. El 1090 es van aliar als seljúcides d'Àsia Menor per atacar Constantinoble per la vall del Maritza, d'Adrianòpolis a Enos, mentre la flota dels seljúcides, amb base a Esmirna, atacava les costes, i des de Nicea, l'exèrcit seljúcida amenaçava Nicomèdia. Els petxenegs van passar l'hivern a Lüleburgaz, davant de les línies romanes d'Orient que s'havien retirat fins a Txorlu; Aleix va cridar altre cop els cumans o kiptxak que, dirigits per Togortak i Maniak, van tornar de Rússia i van sorprendre els petxenegs per la rereguarda; el 29 d'abril del 1091 els romans d'Orient i kiptxak units van derrotar decisivament els petxenegs a Lebúnion. Els petxenegs foren delmats i molts es van unir als cumans o van passar a ser mercenaris per a l'Imperi Romà d'Orient, per a Rússia (on foren anomenats Caputxes Negres o Černii Koblutsi) o per al rei d'Hongria. Els que van sobreviure com a lliures es van retirar a Valàquia i encara van fer un nou intent, una generació després, el 1121, limitada a Bulgària, però foren sorpresos i massacrats per l'emperador Joan Comnè la primavera del 1122.
En les cròniques del segle xi de Mahmud Kashgari Divânü Lugâti't-Türk, el nom de Beçenek rep dos significats. El primer es refereix a "una nació turca que viu als voltants del país de Rum", on "Rum" s'utilitzava entre els turcs per referir-se a l'Imperi Romà d'Orient. La segona definició de Kashgari era la d'una branca de turcs Oghuz i descrivia els Oghuz com un llinatge de 22 branques, sent la 19 l'anomenada Beçenek. Max Vasmer deriva el nom de la paraula turca "cunyat, parent" (Bacanak en Turc actual).
Sigui quin sigui l'origen, els petxenegs apareixen tan sols a les fonts escrites de la història als segles viii i ix, com a habitants de la regió de les valls inferiors del Volga, el Don i les muntanyes dels Urals. Entre els segles ix i x controlaven les estepes del sud-est d'Euràsia i la Península de Crimea. Encara que van representar un poder regional important a la zona, com moltes altres tribus nòmades el seu concepte d'estat no va anar més enllà que la d'efectuar atacs i pillatges ocasionals als pobles veïns i de llogar-se com a mercenaris a altres estats i pobles.
Si hem de fer cas a les fonts de Constantí Porfirogènit, escrites el 950, Patzinàcia, el regne petxeneg, arribava a l'oest fins al riu Siret (i fins i tot a la franja oriental dels Carpats), i es trobava a quatre dies de marxa de "Tourkias" (segurament l'actual Hongria).
| « | Tot Patzinàcia està dividida en vuit províncies amb el mateix nombre de prínceps. Les províncies són: el nom de la primera és Irtim; de la segona, Tzour; de la tercera, Gyla; de la quarta, Koulpei; de la cinquena, Charaboi; de la sisena, Talmat; de la setena, Chopon; de la vuitena, Tzopon. En el temps en què els petxenegs foren expulsats del seu país, els prínceps eren, de la província d'Irtim, Baitzas; de Tzour, Konel; de Gyla, Kourkoutai; de Koulpei, Ipaos; de Txaraboi, Kaidoum; de la província de Talmat, Kostas; de Txopon, Giazis; de la província de Tzopon, Batas. | » |

### De les fonts armènies
A les cròniques armènies de Mateu d'Edessa els petxenegs són anomenats un parell de vegades. La primera menció és al capítol 75, on es diu que l'any 499 del calendari armeni, que correspon als anys 1050-51 del calendari gregorià) el poble Badzinag va atacar diversos estats de Roma, p. ex. al territori romà d'Orient. La segona menció es fa al capítol 103, que tracta de la batalla de Mantziciert. En aquest capítol es diu que els aliats de Roma, els Padzunak i els Uz (branques dels turcs Oghuz) van canviar de bàndol durant la batalla i van començar a lluitar contra les tropes de l'Imperi Romà d'Orient (al costat dels turcs Seljúcides). En el capítol 132è es descriu una guerra entre Roma i els Padzinags que segueix amb la derrota de les tropes romanes d'Orient, i un setge fracassat contra Constantinoble pels Padzinags. En aquest capítol, els Patzinags es descriuen com una exèrcit d'arquers. En el capítol 299, el príncep armeni, Vasil, que lluitava a l'exèrcit romà d'Orient, va enviar una expedició de Padzinags (que habitaven la ciutat de Misis, prop de l'actual Adana, molt lluny de les terres que habitaven els petxenegs) a l'ajuda dels cristians.

### Aliança amb l'Imperi Romà d'Orient
Al segle ix, els romans d'Orient van aliar-se amb els petxenegs, utilitzant-los per defensar-los d'altres tribus més perilloses com les tribus eslaves i els magiars. Es tracta d'una antiga estratègia romana de dividir i vèncer que va ser continuada durant la fase medieval utilitzant les enemistats tribals.
Els Uz, un altre poble turc de les estepes, van ser expulsats pels petxenegs de la seva terra; degut a això van efectuar pillatges i atacs per aconseguir aliments i altres béns. Una aliança dels oghuz, kimaks i karluks també va pressionar els petxenegs, però un altre grup, els samànides, derrotaren aquesta aliança. Pressionats cap a l'oest pels khàzars i els cumans el 889, els petxenegs igualment van empènyer els magiars a l'oest del Dnièper el 892.
El 894, els búlgars entraren en guerra contra l'Imperi Romà d'Orient. A principis del 895, l'emperador Lleó VI el Savi va demanar l'ajuda dels magiars, que van enviar un exèrcit sota el comandament de Levente a l'interior de Bulgària. Levente va liderar una campanya excel·lent i va envair el cor de Bulgària, mentre que l'exèrcit romà d'Orient va envair Bulgària des del sud. Atrapat en la pinça dels magiars i els romans d'Orient, el tsar Simeó I va adonar-se que no podia lluitar en dos fronts, i ràpidament va concloure un armistici amb l'Imperi Romà d'Orient.
El tsar Simeó va utilitzar els petxenegs per defensar-se dels magiars. Els petxenegs van ser tan efectius que fins i tot van expulsar els magiars de les estepes pòntiques empenyent-los a l'oest del baix Danubi, fins a la planúria de la Pannònia, on més tard fundarien el regne d'Hongria.

### Decadència
Des del segle ix, els petxenegs van iniciar una relació inestable amb el Principat de Kíev. Durant més de dos segles van efectuar pillatges i atacs a les terres eslaves, que a vegades van esdevenir guerres a gran escala (com la guerra del 920 d'Ígor de Kíev recollida a les cròniques), però també van crear-se algunes aliances temporals (p. ex. el 943 en la campanya de Igor contra els romans d'Orient). El 968, els petxenegs atacaren i assetjaren la ciutat de Kíev.
Alguns petxenegs acompanyaren el príncep de Kíev Sviatoslav I en la seva campanya contra l'Imperi Romà el 970-971, encara que els petxenegs van matar el príncep de Kíev en una emboscada el 972, i d'acord amb les cròniques, el Kan petxeneg Kurya va fer una tassa amb la seva calavera; una costum tradicional dels nòmades de les estepes. La balança de les lluites entre els eslaus i els petxenegs va canviar durant el regne de Vladímir I de Kíev (990-995), qui va fundar la ciutat de Pereiàslav en el lloc de la victoria sobre els petxenegs, però va seguir amb la derrota dels petxenegs durant el regnat de Iaroslau I de Kíev (1037). Poc després, els petxenegs van ser reemplaçats de les estepes pòntiques per un altre poble nòmada turc els cumans o Polovtesos.
Després de segles de lluites contra tots els seus veïns: L'Imperi Romà d'Orient, Bulgària, el principat de Kíev, Khazària i els magiarss. Els petxenegs van ser exterminats com a força independent en la batalla de Lebúnion per un exèrcit combinat de romans d'Orient i cumans sota el comandament de l'emperador Aleix I Comnè el 1091. Atacats un altre cop el 1094 pels cumans, molts petxenegs van ser assassinats o assimilats. Van ser una altra vegada derrotats pels romans d'Orient en la batalla de Bèroe el 1122, al territori de l'actual Bulgària. Durant algun temps, comunitats significatives de petxenegs romangueren encara a Hongria, però finalment van deixar de distingir-se com a poble per ser finalment assimilats pels seus veïns—búlgars, magiars i Gagaús. Durant el segle xv va haver a Hongria un cert renaixement de gent que addicionava al seu nom el nom de petxeneg. Gran part dels petxenegs vivien a la regió de Tolna. Abu-Hàmid al-Gharnatí a finals del segle xii es referia a petxenegs que habitaven a Hongria. Altres van sobreviure amb grups de tribus nòmades de pastors de les terres altes dels Balcans com a Yörüks i finalment van adoptar l'islam.

## Costums
- Incineraven els morts
- N'hi havia que portaven barba i altres que no
- Vestien túniques curtes
- Des de finals del segle x es van fer cristians (vers 988-991), però el 1009-1010 per influència d'un fakih captiu molts es van fer musulmans.

## Kans
- Kurya c. 970
- Metiga c. 980
- Kuchug c. 990